# Б'єрн Фау
Б'єрн Фау (нім. Björn Phau; нар. 4 жовтня 1979) — колишній німецький тенісист.
Найвищу одиночну позицію світового рейтингу — 59 місце досяг 19 червня 2006, парну — 55 місце — 23 квітня 2007 року.
Найвищим досягненням на турнірах Великого шолома був чвертьфінал в парному розряді.
Завершив кар'єру 2014 року.

## Фінали турнірів ATP за кар'єру

### Парний розряд: 1 (0–1)
| Легенда (одиночний розряд)      |
| ------------------------------- |
| Великий шлем (0–0)              |
| Tennis Masters Cup (0–0)        |
| Серія Мастерс ATP (0–0)         |
| Серія ATP Інтернешнл Ґолд (0–0) |
| Тур ATP (0–1)                   |

| Результат | В-П | Дата          | Турнір            | Покриття | Партнер        | Суперники                     | Рахунок  |
| --------- | --- | ------------- | ----------------- | -------- | -------------- | ----------------------------- | -------- |
| Поразка   | 0–1 | 1 травня 2006 | Мюнхен, Німеччина | Ґрунт    | Александер Пея | Андрей Павел Александер Васке | 4–6, 2–6 |

## Challenger & Futures singles титули
| Легенда (одиночний розряд) |
| -------------------------- |
| Тур ATP Челленджер (7)     |
| ITF Ф'ючерс (1)            |

| Ранг | Дата           | Турнір                | Покриття | Суперник            | Рахунок            |
| ---- | -------------- | --------------------- | -------- | ------------------- | ------------------ |
| 1.   | 2 серпня 1999  | Декейтер, США         | Тверде   | Tom Chicoine        | 6–0, 6–3           |
| 2.   | 13 серпня 2001 | Бронкс, США           | Тверде   | Енді Рам            | 6–2, 6–4           |
| 3.   | 31 жовтня 2005 | Пусан, Південна Корея | Тверде   | Зімон Гройль        | 6–1, 6–2           |
| 4.   | 16 травня 2010 | Б'єлла, Італія        | Ґрунт    | Сімоне Болеллі      | 6–4, 6–2           |
| 5.   | 30 травня 2010 | Алессандрія, Італія   | Ґрунт    | Карлос Берлок       | 7–6(8–6), 2–6, 6–2 |
| 6.   | 26 червня 2011 | Марбург, Німеччина    | Тверде   | Ян Гаєк             | 6–4, 2–6, 6–3      |
| 7.   | 29 січня 2012  | Гайльбронн, Німеччина | Тверде   | Рубен Бемельманс    | 6–7(4–7), 6–3, 6–4 |
| 8.   | 19 лютого 2012 | Бергамо, Італія       | Тверде   | Олександр Кудрявцев | 6–4, 6–4           |

## Фінали в парному розряді (1)
| Ранг | Дата | Турнір   | Покриття | Партнер         | Суперник                           | Рахунок  |
| ---- | ---- | -------- | -------- | --------------- | ---------------------------------- | -------- |
| 1.   | 1973 | Дортмунд | Ґрунт    | Домінік Мефферт | Теймураз Габашвілі Андрій Кузнєцов | 6–4, 6–3 |

## Досягнення
| W | Ф | ПФ | ЧФ | #Р | КТ | К# | DNQ | A | NH |

### Одиночний розряд
| Турнір                                 | 2000 | 2001 | 2002 | 2003 | 2004 | 2005 | 2006 | 2007 | 2008 | 2009 | 2010 | 2011 | 2012 | 2013 | В-П  |
| -------------------------------------- | ---- | ---- | ---- | ---- | ---- | ---- | ---- | ---- | ---- | ---- | ---- | ---- | ---- | ---- | ---- |
| Відкритий чемпіонат Австралії з тенісу | К1р  | К3р  | К1р  | 1р   | К1р  | 2р   | 2р   | 1р   | К1р  | 1р   | К2р  | 1р   | 1р   | 1р   | 2–8  |
| Відкритий чемпіонат Франції з тенісу   | 1р   |      | К2р  | К3р  | К3р  | 1р   | 1р   |      | К3р  |      | К1р  | 1р   | 1р   |      | 0–5  |
| Вімблдонський турнір                   | К2р  | К1р  |      | К1р  |      | 1р   | 1р   |      |      | 1р   | К2р  | К1р  | 2р   |      | 1–4  |
| Відкритий чемпіонат США з тенісу       | К2р  | 2р   | К2р  | К2р  | К1р  | 2р   | 2р   | 1р   | 1р   | 1р   | 1р   |      | 2р   |      | 4–8  |
| В-П                                    | 0–1  | 1–1  | 0–0  | 0–1  | 0–0  | 2–4  | 2–4  | 0–2  | 0–1  | 0–3  | 0–1  | 0–2  | 2–4  | 0–1  | 7–25 |
| Загальна статистика                    |      |      |      |      |      |      |      |      |      |      |      |      |      |      |      |
| Титули–Фінали                          | 0–0  | 0–0  | 0–0  | 0–0  | 0–0  | 0–0  | 0–0  | 0–0  | 0–0  | 0–0  | 0–0  | 0–0  | 0–0  | 0–0  | 0–0  |
| Рейтинг на кінець року                 | 208  | 183  | 148  | 158  | 136  | 87   | 77   | 183  | 120  | 111  | 102  | 156  | 75   | 316  |      |

### Парний розряд
Актуально станом на завершення Відкритого чемпіонату США 2012.
| Турніри Великого шлему                 |     |     |     |     |     |     |     |  |      |
| Відкритий чемпіонат Австралії з тенісу | 1р  | 1р  |     |     |     | 3р  |     |  | 2–3  |
| Відкритий чемпіонат Франції з тенісу   | ЧФ  | 1р  |     |     |     |     | 2р  |  | 4–3  |
| Вімблдонський турнір                   | 2р  |     |     | 1р  |     |     |     |  | 1–2  |
| Відкритий чемпіонат США з тенісу       | 2р  |     |     |     | 1р  |     | 1р  |  | 1–3  |
| В-П                                    | 5–4 | 0–2 | 0–0 | 0–1 | 0–1 | 2–1 | 1–2 |  | 8–11 |